# Silent Hill: Book of Memories
Silent Hill: Book of Memories (en español Silent Hill: Libro de Recuerdos) es un spin-off de la serie Silent Hill exclusivo para PlayStation Vita. Fue desarrollado por la compañía estadounidense de videojuegos WayForward Technologies, el mismo estudio creador de Contra y LIT. El juego fue lanzado el 16 de octubre de 2012 en Estados Unidos, el 2 de noviembre de 2012 en Europa y por último el 14 de febrero de 2013 en Japón.

## Trama
El personaje del jugador recibe un extraño libro en el día de su cumpleaños de un remitente desconocido. Howard Blackwood, el cartero, le asegura al jugador que el Libro era para él/ella, y luego se marcha. El personaje principal abre el Libro y descubre que todos sus recuerdos están escritos en él. De manera curiosa, el jugador decide cambiar algunos de sus recuerdos antes de irse a dormir. Cuando despiertan se encuentran a sí mismos en una mazmorra con estilo del Otro Mundo.
Después de atravesar la mazmorra encuentran a Howard Blackwood, quien parece estar dirigiendo una tienda en la mazmorra. Howard le enseña al jugador una sustancia conocida como "Residuo de memoria" y explica que, con el fin de cambiar el pasado del jugador, la sustancia debe ser recolectada primero. Después de que el jugador completa la mazmorra, ellos se despiertan a la mañana siguiente de regreso a la realidad. Sin embargo, después de quedarse dormido a la noche siguiente, el jugador se encuentra a sí mismo de nuevo en la mazmorra. Cuando despiertan el tercer día, el jugador se da cuenta de que lo que escribió en el libro se ha convertido en realidad. Sin embargo, después de quedarse dormido a la noche siguiente, el jugador se encuentra a sí mismo de nuevo en la mazmorra. Cuando despiertan el tercer día, el jugador se da cuenta de que lo que escribió en el libro se ha convertido en realidad. Con este nuevo poder, el protagonista continúa reescribiendo los últimos acontecimientos del pasado a su discreción, mientras que cada noche se encuentran con una nueva zona dentro de una mazmorra en particular.
Pistas y notas dentro del juego sugieren que el Libro de Recuerdos fue creado por La Orden con el propósito de traer la voluntad de su Dios a la Tierra a través de sus escritos. Una página del diario de un alquimista detalla tres elementos que se consideran ser la base de todas las cosas. "Luz: sufragado por los Cielos; Sangre: sufragado por este mundo; y Acero: sufragado por la humanidad y el más poderoso". El resto (Fuego, Agua, Tierra y Madera) son considerados elementos menores.
Dependiendo del Medidor de Karma del jugador, los personajes afectados por los poderes del Libro conocerán destinos diferentes cuando el personaje del jugador cambie el pasado.
Las mazmorras y sus respectivos personajes se detallan a continuación:
Mazmorra del Fuego (Derek Copeland) - Derek es uno de los compañeros de trabajo del protagonista que recientemente acababa de ganarle en un ascenso en el trabajo. Después de que el jugador reescribe su pasado, Derek posteriormente se vuelve sospechoso de haberle robado dinero a la compañía y renuncia a su trabajo o es traslado a otra tienda, permitiéndole al personaje del jugador recibir el ascenso y ocupar su puesto.
Mazmorra del Bosque (Katie Collins/Matthew Collins) - El personaje del jugador tiene un encuentro casual con la persona de quien estaba enamorado/a en el instituto. El jugador vuelve a reescribir su pasado para que su enamorado/a, Katie o Matthew (según el sexo del personaje del jugador), termine su relación actual con Trent o Ashley, y en su lugar le pregunte al personaje del jugador si quiere comenzar a salir con él/ella.
Mazmorra de la Luz (Graham Reynolds) - Graham Reynolds, un agente de policía y amigo de la familia del protagonista, parece que se ha estado sentando en su coche patrulla fuera de la casa de los padres del jugador mientras han estado cuidando la casa junto con su hermana. Esto pone nervioso al jugador, por lo que para deshacerse de Reynolds, el jugador reescribe su pasado. Se da a entender a través de notas que Graham y su esposa Lorelai Reynolds han estado teniendo problemas en su relación recientemente, y que él ha estado teniendo un romance. La intervención del jugador resulta ya sea con la esposa de Graham tratando de divorciarse de éste y llevándose a sus hijos con ella, o los dos reconciliándose después de que Graham resuelve un caso importante. En ambos escenarios, el jugador llega a la conclusión de que Reynolds no tendría tiempo suficiente como para preocuparse por ellos o su libro. 
Mazmorra del Agua (Trent Baker/Ashley Baker) - Trent/Ashley (el/la amante rechazado/a) comienza a acosar al personaje del jugador a causa de celos y desesperación. El protagonista decide hacerse cargo del problema escribiendo en su Libro. En un momento se revela que Trent/Ashley también poseía su propio Libro antes de que el protagonista recibiera su Libro de Recuerdos, pero fue robado en un asalto. Después de derrotar al Guardián del Agua, Trent/Ashley deja de llamar al protagonista ya sea porque sufre un accidente que lo/la vuelve amnésico/a, o porque encuentra un nuevo amor. 
Mazmorra de la Tierra (Jack Merrick) - El protagonista es atacado por un hombre que dice tener su propio Libro de Recuerdos. El hombre, Merrick, amenaza el personaje del jugador, informándole de que él sabe dónde vive y trabaja, y que tiene la intención de tomar su Libro. Al parecer, el hombre es un criminal convicto que ha sido arrestado por el agente Reynolds en el pasado por intento de asesinato, entre otros cargos. También parece que Merrick ha utilizado su Libro para ayudarse a sí mismo en sus diversos delitos y lograr evadir a la policía. Al final de la mazmorra, debido a la intervención del jugador, Merrick es ya sea golpeado severamente por la policía hasta el punto de causarle un daño cerebral permanente, o es arrestado y su Libro se coloca en un armario de pruebas.
Mazmorra de la Sangre (Shannon) - La hermana del protagonista, Shannon, ha estado distanciándose del personaje del jugador en los últimos tiempos, lo que lo/la lleva a preocuparse. Notas encontradas implican que Shannon ha estado sufriendo de depresión durante un largo período de tiempo, y se revela que Shannon era la mujer con la que Graham está/estaba teniendo un romance. Según el Medidor de Karma, Shannon o bien le envía al jugador una carta de despedida antes de intentar suicidarse, o le envía una carta en la cual le da las gracias por siempre haber estado ahí para ella, haciéndole saber además que ella es optimista acerca de su futuro.
Mazmorra del Acero (Protagonista) - El jugador se da cuenta de que sus acciones en los mundos de pesadilla han tenido un efecto directo en el pasado. También se da cuenta de que los Guardianes con los que ha estado luchando representan las voluntades y deseos de los personajes, y que al derrotarlos, ha estado afirmando su propia voluntad sobre los demás. Se concluye que cuando una persona se beneficia de los poderes del Libro, otra persona debe verse afectada negativamente para restablecer el equilibrio kármico. Lamentando su intervención en la vida de los demás, el protagonista decide que tiene que encontrar a su propio Guardián antes de que alguien más lo haga, y al hacerlo, encontrar una manera de deshacer el daño que ha causado. En su viaje a través de la mazmorra, el personaje del jugador encuentra las reescrituras que le ha hecho a su Libro: "Desearía haber conseguido ese ascenso", "Ojalá Katie/Matthew y yo fuéramos novios", "El oficial Reynolds necesita una distracción para mantenerlo fuera de mi camino", "Trent/Ashley debería dejar de pensar en Katie/Matthew", "Quien quiera que sea ese tipo, JAMÁS debe de usar este libro." El personaje del jugador finalmente se enfrenta a su propio Guardián al final de la mazmorra, y anuncia que tiene intención de destruirlo. El Steel Guardian informa al protagonista que son el mismo ser, y que el Libro simplemente dio al monstruo su forma física, y por eso, no puede ser destruido. El protagonista lucha contra el Guardian, y es capaz de someter al monstruo, y luego despierta de nuevo en la realidad.
El Medidor de Krama del protagonista, y las decisiones negativas y positivas, cambian el final del juego.

### Finales
- Final Luz Pura: "Puedo usar el Libro para ayudar a otros." El protagonista decide que, en vez de usar su Libro por razones egoístas, quiere ayudar a otros, y de esta manera controla el impacto del Libro por asimilar la mala fortuna de otros para restaurar el equilibrio kármico. Esta decisión deja al protagonista debilitado y muy enfermo, acostado en una cama de hospital. En algún momento durante su tiempo en el hospital, el protagonista escucha por casualidad una conversación en cual una mujer habla de la enfermedad de su hija, que está empeorando rápidamente. Un médico tristemente le informa a ella que no hay nada más que hacer para su hija. El protagonista realiza cambios en el Libro para salvar a la niña, pero a la vez hace que el protagonista empieza a respirar con dificultad, lo que indica que su condición está empeorando.

- Final Luz: "Me aseguraré de que el Libro nunca caiga en las manos equivocadas." Después de que el protagonista decide que no quiere cambiar más, oculta el Libro para que nadie más puede verse afectada por sus poderes. A continuación, mira a la televisión, y cambia los canales, con cada estación mostrando un desastre o una tragedia que ocurre en alguna parte del mundo o en una película diferente. El protagonista luego camina hacia el cajón en que se oculta el Libro y lo abre. El protagonista vacilante repite a sí mismo: "No tengo que cambiar nada...", mientras mirando al Libro.

- Final Neutral: "Tengo que hacer que todo sea perfecto." El protagonista hace caso de que, aunque difícil al principio, con el tiempo comenzó a notar un patrón en el funcionamiento de los poderes del Libro, y desde entonces ha lentamente empezado a usar los poderes para influir positivamente en el mundo exterior. Parece que el protagonista se ha obsesionado con hacer que todo sea "perfecto". Lo logra esto a través de hacer pequeños ajustes en el mundo, mientras equilibrando el karma del Libro con el fin de crear un mundo perfecto. El protagonista dice, "Estoy tan cerca. Sólo unas líneas más [y] todo el mundo va a ser perfecto, ordenado y feliz." Se revela entonces que el protagonista ha sufrido en realidad una crisis nerviosa y se ha alucinando todo el escenario, mientras se mantiene dentro de un centro psiquiátrico.

- Final Sangre: "Voy a destruir esta cosa." El protagonista decide que, después de todo el daño que ha causado el Libro, debe ser destruido, ya que simplemente tirarlo a la basura podría permitir que alguien lo descubra. El personaje del jugador intenta arrancar las páginas, sin éxito. A continuación, trata de destruir el Libro con un hacha, pero el Libro resiste el aporreo. Por último, el protagonista intenta quemar el Libro, y aparentemente lo destruye con éxito. Mientras que mira el Libro quemarse, el protagonista afirma su alivio de ser finalmente liberado de su influencia, sin saber que el Libro se ha vuelto a materializar detrás de él.

- Final Sangre Pura: "Tengo el único Libro." El protagonista decide mantener y continuar con el uso del Libro para satisfacer sus propios deseos egoístas, usándolo para cosas como ganar la lotería, convertido en un rockstar, viajar por el mundo, y casarse (a expensas de los deseos de su esposo). Finalmente, el protagonista encuentra a su esposo/a escribiendo en el Libro, diciendo que necesita un cambio; una vida más simple. Esto causa que el protagonista empieza a creer que ya no puede confiar en nadie, y en respuesta, "escribe" su esposo/a fuera del Libro. Paranoico, el protagonista contrata a un ejército privado para defender su casa contra el robo del Libro. El protagonista vive en aislamiento durante algún tiempo, hasta que la escritura en las páginas misteriosamente comienza a desaparecer, lo que enfurece y confunde al protagonista.

- Final Cómico: El final cómico está ilustrado en un estilo de cómic. Un grupo de turistas, Matt (rocker masculino), Derek (ratón de biblioteca masculino), Trevor (deportista masculino), Kayce (rocker femenina), Katie (pijo femenina), y Becca (ratón de biblioteca femenina) deciden reunirse y pasar sus vacaciones de primavera en Silent Hill. Mientras tanto se encuentran con personajes de anteriores entregas, como Harry Mason, quien les pregunta si han visto a una niña (su hija). Heather Mason parece estar administrando el motel Jack's Inn donde los personajes van a hospedarse, y murmura un sarcástico "turistas" en voz baja mientras ellos se dirigen hacia su habitación. En ese momento alguien le pide a Heather que suba porque el huésped de la habitación 302 se quedó encerrado de nuevo (haciendo referencia a Henry Townshend). En el motel, el espeluznante botones, Walter Sullivan, les pregunta si están interesados en el servicio de habitación. Las mujeres deciden ir al Lago Toluca, encontrándose por el camino a James Sunderland y Mary Shepherd-Sunderland. En el lago, Alex Shepherd parece estar supervisando a su hermano, Joshua, mientras este nada en el mismo. Allí, Katie le pregunta a Kayce acerca de sus recientes pesadillas, cerca de ellas se encuentra Mira durmiendo en la arena. Los hombres deciden explorar la ciudad, cuando ven a Lisa Garland pasar, y Matt, quien está saliendo con Katie, comenta acerca de su cárdigan. Cybil Bennett arresta a Trevor por comprobarla, y se encuentra con Murphy Pendleton en la parte trasera del coche patrulla. Travis Grady aparece al otro lado de la calle con un cartel, pidiendo dinero para la gasolina, a medida que el coche se aleja.

## Jugabilidad

### Personalización del personaje
Al inicio del juego, el jugador recibe una plantilla para su propio personaje que pueden personalizar hasta un cierto punto. Esto está colocado para "personalizar" más el juego, haciendo que el jugador se sienta más conectado con el personaje en cuestión. El primer aspecto de la creación del personaje es el sistema de clases de las cuales hay cinco para elegir: deportista, ratón de biblioteca, rocker, gótica y popular (basado en los arquetipos escolares americanizados). Cada clase le dará un ligero impulso a ciertas estadísticas.
El jugador también tiene control total sobre el sexo de su personaje, cara, peinado, color de pelo, ropa, tono de piel y accesorios. Estos accesorios se compran en una tienda dentro del juego utilizando Residuos de Memoria (la moneda del juego) que está administrada por Howard Blackwood. Los accesorios incluyen desde elementos tradicionales (por ejemplo, gafas) a elementos pensados para los fanáticos de la saga (como máscaras deRobbie, orejeras de "La Princesa del corazón" e incluso un "Pyramid Head").

### Multijugador
El juego ofrece como tema principal acción multijugador para un máximo de 4 jugadores. El cooperativo sin embargo no se basa en entrar/salir, sino en sesiones alojadas. Si estas sesiones finalizan, los jugadores son libres de continuar su experiencia en el modo para un solo jugador desde donde lo habían dejado. Los jugadores pueden comunicarse entre sí utilizando voces pregrabadas específicas o usando el chat de voz incorporado.

### Exploración
El juego se basa en puzles, tomando lugar en zonas isométricas autogeneradas, donde los jugadores deben completar desafíos con el fin de recoger piezas de rompecabezas que se utilizan en conjunción con pistas, para resolver un puzle situado al final de cada zona/nivel. Una vez que el jugador haya navegado a través de tres zonas, se ven enfrentados por un jefe. También hay varias misiones secundarias puestas a disposición del jugador, tales como completar las misiones de toda la zona, localizar notas y emisiones de televisión, derrotar a ciertas criaturas, y recoger el Residuo de Memoria. Valtiel hace el papel de dador de misiones y recompensa al jugador al término de cada misión. Todas las misiones, puzles y mazmorras son autogenerados.
Mientras se progresa a través de estas zonas, el jugador puede encontrar y equiparse con armas. Todas las armas tienen un cierto nivel de durabilidad y/o número de munición en función de si el arma es de fuego o cuerpo a cuerpo. Algunas de las armas a disposición del jugador son de anteriores entregas, entre ellas, elHiperexterminador, el Cuchillo Grande y la Espada de Obediencia. Los jugadores también pueden equipar "artefactos", los cuales son baratijas/talismanes que aumentan las estadísticas de estilo RPG, como la fuerza o la resistencia. Estos objetos son modelados basándose en los objetos que han aparecido en títulos anteriores, como el talismán del primer Silent Hill. Los jugadores también pueden compartir objetos con otros jugadores.

### Combate
Hay un gran enfoque en el combate en Book of Memories, incluyendo la habilidad de utilizar poderes especiales para ayudar al jugador en el combate. Las criaturas se dividen en tres categorías: "Sangre", "Luz" y "Acero". Derrotar a enemigos que pertenezcan ya sea a la afinidad de la Sangre o de la Luz derramará charcos de su elemento opuesto. Cuanto más desordenada sea la matanza más se derramará.
Estos charcos se recogen y se miden en relación con un nuevo elemento de juego conocido como el "Medidor de Karma". Este medidor controla qué poderes serán desbloqueados y podrán ser utilizados en un momento dado. Si el jugador se inclina más hacia la Sangre (matar criaturas de Luz), se desbloquearán habilidades destructivas (típicas DPS), mientras que si se inclinca más hacia la Luz (matar criaturas de Sangre) desbloquearán poderes centrados en la curación y protección. La categoría de Acero se compone de criaturas con más poder que las de las otras dos categorías y no afectan al Medidor de Karma cuando son asesinadas.

## Pack de expansión
El 18 de marzo de 2013, fue lanzado un paquete de nuevo contenido.
5 Clases de Personaje
- Tipo F: Cosplay
- Tipo G: Hip-Hop
- Tipo H: Raver
- Tipo I: Vintage
- Clásico: James Sunderland (masculino) y Heather Mason (femenino)

2 Monstruos
- Raw Shock
- Grey Child

15 Accessorios
- Cuchillo con Sangre
- Máscara de Robbie
- Máscara de Box Head
- Cabeza de Criatura
- Jack-o-Lantern
- Cabeza de Mira
- Ataúd
- Gafas de Comedia
- Gafas de Alta Grado
- Audífonos
- 3D Shades
- Gafas de Sol 3D
- Gafas Cuadradas
- Máscara de Cyber
- Gafas de Corazón

11 Armas
- Sable brillante
- Motosierra
- Ballesta
- Granada
- Lanza de Pyramid Head
- Guitarra
- Almohada
- Princess Heart
- Antorcha
- Televisión
- Control remoto

5 Misiones
14 Artefactos
- Pastel de mantequilla
- Corona Ensangrentada de Guerra
- Broche de Dawn el Pato
- Disco de Ouroboros
- Colgante de Hada
- Broche de Huey el Caballo
- Dondonda de Django
- Corona Enjoyada de Conquista
- Broche de Kathy la Gata
- Broche de Robbie el Conejo
- Corona Claveteada de la Muerte
- Piedra de Maxwell
- Modelo de OVNI
- Corona de Vid de Hambruna

2 Habitaciones Abandonadas
- Hospital
- Retratos de Familia

4 Trofeos
15 Notas

## Música
Silent Hill: Book of Memories (Original Soundtrack) fue compuesta por Daniel Licht, y es la banda sonora original de Silent Hill: Book of Memories. La banda sonora fue lanzada el 17 de abril de 2012 por Milan Records.
"Now We're Free" y "Love Psalm" fueron cantados por Mary Elizabeth McGlynn. Akira Yamaoka toca la guitarra, con Troy Bakeren los coros en "Love Psalm".

## Recepción
El juego tuvo en general críticas mixtas a positivas en MetaCritic. La puntuación de los críticos está a 58/100 en Metacritic.
La crítica más positiva fue dada por Digital Chumps con un 82/100, diciendo: "Un Silent Hill muy diferente de lo normal, lo cual enfurecerá a algunos pero intrigará a otros, yo incluido. Veterano de la saga o no, todo propietario de una Vita debería al menos probar la demo."
Greg Miller de IGN le dio al juego una puntuación de 6,0, diciendo: "Deficiente, pero divertido", y añadió: "Silent Hill: Book of Memories no es un buen juego, pero es uno al cual vuelvo y lo sigo jugando", y concluyó diciendo: "Si lo que deseas es tan solo un juego de mazmorras y te importan poco cosas como menús pulidos e historias atractivas, pues muy bien."
Hardcore Gamer Mag le dio al juego una puntuación de 80/100, diciendo "Aunque los puristas de horror podrían rechazar el concepto, cualquiera fan de juegos de acción y RPG, una jugabilidad profunda y una historia interesante encontrará no sólo el juego más adictivo de multijugador en el Vita hasta la fecha, pero el peor silent hill por micho."
En términos generales, los antiguos jugadores de Silent Hill han rechazado generalmente el juego por desviarse de la idea general de la saga de Silent Hill, pero los jugadores más nuevos han aceptado la idea del juego.